# Dida Drăgan
Dida Drăgan, född Didina Alexandra Drăgan 14 september 1946 i Jugureni i Dâmbovița, är en rumänsk sångerska och diktförfattare. 

## Karriär

### Eurovision 1993
År 1993, när många nya länder, däribland Rumänien, ville delta i Eurovision Song Contest valdes Drăgan att representera landet. På grund av att så många nya länder ville tillkomma höll man en kvalificeringstävling i Ljubljana i Slovenien som kallades Kvalifikacija za Millstreet. Där framförde Drăgan bidraget Nu pleca (sv: gå inte), som slutade på en sistaplats i kvalificeringen och Rumänien kom därmed inte att delta i Eurovision Song Contest år 1993.

## Diskografi

### Album
- 1984 – Dida Drăgan
- 1987 – Deschideți poarta soarelui
- 1997 – O lacrimă de stea
- 2001 – Pentru buni și pentru răi
- 2002 – Mi-e dor de ochii tăi

### Singlar
- 1974 – Meine Sonne / Wann Wirst Du Verstehen
- 1974 – Meine Erinnerung / Das Macht Die Liebe
- 1978 – Sunt tot eu / Ochii ploii
- 1979 – Glas de păduri / Trepte de lumină